# Krosno Odrzańskie (gmina)
Pour les articles homonymes, voir Krosno Odrzańskie (homonymie).
Krosno Odrzańskie est une gmina urbaine-rurale (gmina miejsko-wiejska) ou mixte de la powiat de Krosno Odrzańskie, dans la Voïvodie de Lubusz, dans l'ouest de la Pologne.
Son siège administratif (chef-lieu) est la ville de Krosno Odrzańskie, qui se situe environ 30 kilomètres à l'ouest de Zielona Góra (siège de la diétine régionale).
La gmina couvre une superficie de 211,52 kilomètres carrés pour une population de 18 496 habitants en 2006.

## Histoire
De 1975 à 1998, la gmina est attachée administrativement à la voïvodie de Zielona Góra. Depuis 1999, elle fait partie de la voïvodie de Lubusz.

## Géographie
Hormis la ville de Krosno Odrzańskie, la gmina inclut les villages et localités de :

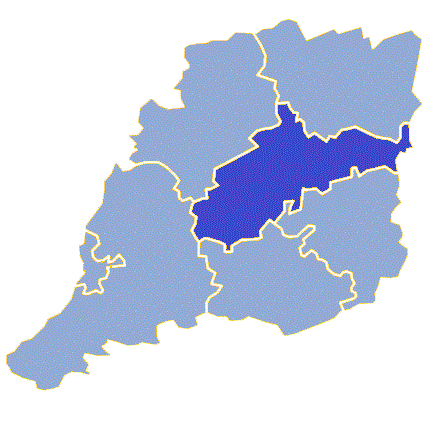
Plan de la gmina.

- Bielów
- Brzózka
- Chojna
- Chyże
- Czarnowo
- Czetowice
- Gostchorze
- Kamień
- Łochowice
- Marcinowice
- Morsko,
- Nowy Raduszec,
- Osiecznica
- Radnica
- Retno
- Sarbia
- Sarnie Łęgi
- Stary Raduszec
- Strumienno
- Szklarka Radnicka
- Wężyska

### Gminy voisines
La gmina de Krosno Odrzańskie est voisine des gminy suivantes :
- Bobrowice ;
- Bytnica ;
- Czerwieńsk ;
- Dąbie ;
- Gubin ;
- Maszewo.

## Structure du terrain
D'après les données de 2002, la superficie de la commune de Krosno Odrzańskie est de 211,52 kilomètres carrés, répartis comme telle :
- terres agricoles : 32 % ;
- forêts : 47 %.

La commune représente 15,22 % de la superficie du powiat.

## Démographie
Données du 30 juin 2004.
| Description        | Total  | Total | Femmes | Femmes | Hommes | Hommes |
| ------------------ | ------ | ----- | ------ | ------ | ------ | ------ |
| Unité              | Nombre | %     | Nombre | %      | Nombre | %      |
| Population         | 18 610 | 100   | 9 451  | 50,8   | 9 159  | 49,2   |
| Densité (hab./km²) | 88     | 88    | 44,7   | 44,7   | 43,3   | 43,3   |